# Mortoniodendron anisophyllum
Mortoniodendron anisophyllum är en malvaväxtart som först beskrevs av Paul Carpenter Standley och som fick sitt nu gällande namn av Paul Carpenter Standley och Julian Alfred Steyermark.
Mortoniodendron anisophyllum ingår i släktet Mortoniodendron och familjen malvaväxter. Inga underarter finns listade i Catalogue of Life.